# The Boy Behind the Door
Pour plus de détails, voir Fiche technique et Distribution.
The Boy Behind the Door est un film d'horreur américain écrit et réalisé par David Charbonnier et Justin Powell, sorti en 2020.

## Synopsis
Dans une région rurale des États-Unis, deux jeunes garçons, Kevin et son meilleur ami Bobby, jouent au base-ball, en rêvant d'une autre vie en Californie. Cependant, en peu de temps, ils sont tous les deux kidnappés par un individu qui les enferme dans le coffre de sa voiture. Bâillonnés et ligotés, une fois arrivés à l'endroit où vit le ravisseur, ils sont séparés par ce dernier qui emmène Kevin dans sa maison abandonnée. Pendant ce temps, Bobby parvient à se libérer et prend peur en entendant les cris de son copain. Dès lors, au lieu de chercher de l'aide ou de s'enfuir, Bobby décide donc d’affronter seul leur tortionnaire...

## Fiche technique
- Titre original et français : The Boy Behind the Door
- Réalisation et scénario : David Charbonnier et Justin Powell
- Montage : Stephen Boyer
- Musique : Anton Sanko
- Photographie : Julian Amaru Estrada
- Production : Rick Rosenthal, Jim Hart, Ryan Scaringe, John Hermann et Ryan Lewis
- Sociétés de production : 	Whitewater Films et Kinogo Pictures
- Société de distribution : Shudder
- Pays d'origine :  États-Unis
- Langue originale : anglais
- Format : couleur - 2.35:1
- Genre : horreur
- Durée : 88 minutes
- Dates de sortie  :
  - États-Unis : 
    - 27 septembre 2020 (Fantastic Fest)
    - 29 juillet 2021 (sortie nationale)

  - France : 10 mars 2022 (DVD)
- Classification :
  - États-Unis : R (interdit aux moins de 17 ans)
  - France : Interdit aux moins de 12 ans lors de sa sortie en VOD et à la télévision.

## Distribution
- Lonnie Chavis : Bobby
- Ezra Dewey : Kevin
- Kristin Bauer van Straten : Mrs. Burton
- Micah Hauptman : The Creep
- Scott Michael Foster : officier Steward